# Laotische Marine
Die Marine von Laos (lao: ພຣະຣາຊອານາຈັກລາວ – Phra Ratxa A-na-chak Lao) wurde Ende der 1940er Jahre mit der Unterstützung der französischen Kolonialmacht als kleine Einheit (Flottille) zum Einsatz auf dem Mekong geschaffen, der auf einer Länge von 1.200 km die Grenze des Binnenstaates Laos zu Thailand bildet.

## Geschichte
Bis zur Mitte der 1960er-Jahre wurde die Marine auf 450 Mann ausgebaut, deren fünf Geschwader über etwa 50 Boote mit geringem Tiefgang verfügten. Finanziert wurde sie, ebenso wie die königliche Armee, vollständig aus Mitteln des US-Geheimdienstes CIA.
Nach der Proklamation der Demokratischen Volksrepublik Laos am 2. Dezember 1975 erfolgte die Umbenennung in Volksmarine. Es konnten noch 36 Boote in den Dienst der neuen Pathet-Lao-Regierung übernommen werden. In einer Zeit zunehmender Spannungen mit Thailand kam es in den nächsten Jahren mehrmals zu Schusswechseln mit Truppen der Thai. Die Sowjetunion spendete einige Patrouillenboote vom Typ Shmel und die Gesamtstärke der Marine wurde auf 550 Mann erhöht. Bis 1990 verbesserten sich die Beziehungen zu Thailand, die regelmäßigen Flusspatrouillen wurden seitdem eingestellt. Trotzdem hat dieser Verband heute immer noch etwa 500 Mann und verfügt über einige, meist reparaturbedürftige Boote.
Fast alle Offiziere der laotischen Volksmarine werden in der vietnamesischen Marineakademie Nha Trang ausgebildet.

## Flotte
| Schiffsklasse          | Herkunft            | Stückzahl |
| ---------------------- | ------------------- | --------- |
| Küstenpatrouillenboote | Vietnam             | 12        |
| Landungsboote          | Vietnam             | 4         |
| Patrouillenboote       | Volksrepublik China | 20–30     |
| Patrouillenboote       | Sowjetunion         | ?         |